# Reagill
Reagill är en by (hamlet) i Cumbria, England. Den har 4 kulturmärkta byggnader, inklusive Garden Structure 50 Metres South of Yew Tree Farmhouse, Garden Structure South East of Yew Tree Farmhouse, Reagill Grange och Village Hall.